# Morris Lorenzo Ghezzi
Morris Lorenzo Ghezzi (Milano, 11 aprile 1951 – Milano, 22 aprile 2017) è stato un giurista, sociologo e filosofo italiano.

## Biografia
Si è laureato in Giurisprudenza nel 1976 presso l'Università degli Studi di Milano, con una tesi in Filosofia del Diritto sul pensiero di Norberto Bobbio.
È stato avvocato, iscritto presso il Foro di Milano, e professore ordinario di Sociologia del diritto presso l'Università degli Studi di Milano.
Dal 1991 al 1998 è stato vicepresidente della Fondazione E.T. Moneta - Società per la pace e la giustizia internazionale. È stato presidente nazionale della L.I.D.U., Lega Internazionale dei Diritti dell'Uomo e componente del Comitato Scientifico dell’Osservatorio Permanente sulla Criminalità Organizzata (O.P.C.O.).
Fino alla sua morte, è stato consigliere della Società Umanitaria e nella direzione editoriale della rivista Critica sociale.  Ha fondato, per la casa editrice Mimesis, le collane: “I Grandi processi” e “Law Without Law”, di cui è stato direttore fino alla sua scomparsa. Massone, è stato Gran Maestro Onorario del Grande Oriente d'Italia.

## L’attività accademica
Dal 1987 al 1995 ha fatto parte del Comitato Scientifico della rivista Marginalità e Società, pubblicazione trimestrale della Provincia di Milano - Assessorato ai Servizi Sociali ed alla Cultura.
Oltre all’insegnamento principale di Sociologia del Diritto presso la Facoltà di Giurisprudenza dell’Università degli Studi di Milano, è stato docente di Sociologia del Diritto e di Sociologia della Devianza nella Scuola di Specializzazione in Criminologia Clinica della Facoltà di Medicina e Chirurgia dell'Università degli Studi di Milano.
Ha tenuto corsi di Sociologia del diritto presso l'Accademia di Bergamo della Guardia di Finanza e di Teoria generale del diritto presso la Facoltà di Scienze politiche dell'Università degli Studi di Milano. Nel 1994 gli è stato affidato, per alcuni anni, l'insegnamento di Sociologia del Diritto presso la Facoltà di Giurisprudenza dell'Università degli Studi dell'Insubria (sede di Como). Nel 1998 ha tenuto un corso di Sociologia della Devianza presso l'Universidad Externado de Colombia a Bogotà, in qualità di professore invitato e dal 2005 ha tenuto l’insegnamento di Sociologia della Devianza per il corso di laurea in Educazione Professionale presso la Facoltà di Medicina e Chirurgia dell’Università degli Studi di Milano.

## Pensiero
Studioso di Hans Kelsen e Theodor Geiger, dal punto di vista dei diritti umani e universali, Morris L. Ghezzi ha scritto testi specifici sulla rivoluzione e Costituzione spagnola del 1978 ed in questo contesto risulta aver approfondito l'opera di Gregorio Peces-Barba Martinez, di A. Ruiz Miguel. ed ha curato la traduzione e la pubblicazione di un volume di Elias Diaz. Si è occupato del quadro normativo e sociale nel quale si colloca il fenomeno immigratorio extracomunitario in Italia ed ha tenuto sul tema specifici seminari.
Ha affrontato il tema del pluralismo dei valori e degli ordinamenti giuridici e, nel suo ultimo periodo di vita, si è occupato del pensiero federalista e del funzionamento dei principali modelli istituzionali di federalismo. Ha pubblicato saggi e articoli in cui si approfondiscono i concetti di criminalità, devianza, marginalità e pluralismo nell'ambito della Sociologia del Diritto Penale, sulla giustizia e sulla legittimità degli ordinamenti giuridici, con particolare riferimento alla figura del "deviante giuridico", introducendo i concetti che porteranno alle teorie della "divergenza” sociale di Gérman Silva Garcia, che nella sua opera ricorda la nozione di marginalità di Morris L. Ghezzi e l'apporto dallo stesso dato alla sua teoria.
Dal punto di vista filosofico, soprattutto nell’ultimo periodo della sua vita, si rileva essersi principalmente dedicato al tema del nichilismo giuridico, proponendo una visione nichilista, come assenza di valori, del tutto neutra circa la potenzialità regolatrice ed ordinatrice della norma.
L’approfondimento del nihilismo di Ghezzi (come da lui definito) risulta essersi svolto attraverso il confronto con filosofi contemporanei di questo ambito, tra cui Vincenzo Ferrari, Emanuele Severino e Giulio Giorello.
Nel dicembre 2017 è stato pubblicato, postumo, un volume su Ghezzi contenente un suo saggio sulla Rivoluzione del Diritto come Estetica, in estensione del suo libro Il Diritto come Estetica del 2016.
Nel volume è stata inclusa, come Appendice, una Raccolta di diversi saggi di altrettanti accademici e saggisti scientifici contemporanei, italiani e stranieri, contenenti riflessioni ed approfondimenti interamente riferiti al pensiero di Ghezzi e al suo libro Il Diritto come Estetica.

## Opere principali

### Libri
- Socialismo spagnolo e sociologia giuridica: "Oggi in Spagna, domani in Italia": la Costituzione spagnola del 1978, introduzione di Mario Arduino, Centro lombardo studi socialisti, Milano, 1985, [IT\ICCU\MIL\0158696]
- Devianza tra fatto e valore nella sociologia del diritto, Giuffrè, Milano 1987, ISBN 88-14-01218-0.
- Federalismo, vol. I e II, Patera Palermo Editore,1992/1994, “pp.155 – 258”.
- Diversità e pluralismo. La sociologia del diritto penale nello studio di devianza e criminalità, Raffaello Cortina, Milano 1996, ISBN 88-7078-358-8.
- Il segno del compasso. La massoneria e i suoi persecutori attraverso simboli, idee, fatti e processi, Mimesis, Milano 2005, ISBN 88-8483-279-9.
- La distinción entre hechos y valores en el pensamento de Norberto Bobbio, Editorial U. Externado de Colombia, Bogotá 2007, ISBN 9789587109818.
- Le Ceneri del Diritto. La dissoluzione dello Stato democratico in Italia, Mimesis, Milano 20082007, ISBN 9788884835567.
- Le lacrime di Hiram. Autobiografia incompleta di un Libero Muratore, Edizioni della Confraternita Sufi Jerrahi – Halveti in Italia, Milano 2008.
- La Scienza del dubbio. Volti e temi di sociologia del diritto, Mimesis, Milano 2009, ISBN 9788884838964.
- Federalismo laico e democratico, Mimesis, Milano 2011, ISBN 9788857505848.
- La leggenda dei tordi ubriachi. Un viaggio iniziatico, Mimesis, Milano 2011, ISBN 9788857507972.
- Sociologia giuridica del lavoro, Mimesis, Milano 2012, ISBN 9788857510484.
- Il Diritto come Estetica. Epistemologia della conoscenza e della volontà: il nichilismo/nihilismo del dubbio, Prefazione di Emanuele Severino, Mimesis, Milano 2016, ISBN 9788857536620.
- Della vita e della morte. Vulnerant omnes ultima necat, Mimesis, Milano 2014, ISBN 9788857530086.
- Nichilismo razionale e mistico. Indicazioni per il nuovo mondo, Mimesis, Milano 2014, ISBN 9788857526980.
- Stranieri, ospiti, alieni, alienati e pluralismo culturale, Mimesis, Milano 2014, ISBN 9788857530093.
- Nichilismo come valore senza valori, Mimesis, Milano 2015, ISBN 9788857530079.
- Abusi di stato: Risarcimento del danno al cittadino, Mimesis, Milano 2017, ISBN 9788857539478.
- Premessa - Nuove pagine di libera ricerca, in M.L. Ghezzi, C. Pennisi, F. Pinna (a cura di), Processo penale, cultura giuridica e ricerca empirica, Maggioli editore, Sant'Arcangelo di Romagna (RN), 2017, pag. XI-XV.
- El derecho como estetica. Epistemologia del conocimiento j de la voluntate: el niquilismo/nihismo, IALE, Bogotà 2019.
- La revolucion del derecho como estetica, ILAE, Bogotà 2019

### Libri in collaborazione con altri
- In ricordo di Riccardo Bauer, di M. L. Ghezzi e M. Arduino, C.R.E.A., Milano 1982.
- Educare alla democrazia e alla pace. Riccardo Bauer. Scritti scelti 1949-1982 di Morris Ghezzi Lorenzo, Colombo Arturo, Vola Daniele, con prefazione di Morris Ghezzi presidente L.I.D.U., edizioni Raccolto, 2010, ISBN 9788887724530.
- 1893-1903. Alle origini dell'Umanitaria, Ghezzi e Canavero - Raccolta Edizioni-Umanitaria, 2013, ISBN 978-88-87724-63-9.
- L'immagine pubblica della Magistratura italiana, di M. L. Ghezzi e M. Quiroz Vitale, Giuffrè, Milano 2006, ISBN 9788814133787.

### Curatele
- Elias Diaz, Etica contro politica, a cura di Morris L. Ghezzi, edizione Iesi, 1992, ISBN 88-7104-404-5.
- Vincenzo Ferrari, Morris L. Ghezzi e Nella Gridelli Velicogna (a cura di), ‘’Diritto, cultura e libertà. Atti del convegno in memoria di Renato Treves’’ (Milano, 13-15.10.1994), Giuffrè, Milano, 1997, ISBN 9788814062957, pp. 547-576
- Studi preliminari di sociologia del diritto - Theodor Geiger, a cura di Morris L. Ghezzi, Nicoletta Bersier Ladavac e Michele Marzulli, traduzioni di Leonie Schröder, Mimesis, Milano 2018, ISBN 9788857544298
- Criminologia, di Germán Silva García, a cura di Morris L. Ghezzi e Simonetta Balboni, Mimesis, Milano 2018, ISBN 9788857545592